# LORA (missile)
LORA (LOng Range Artillery) est un missile quasi-balistique développé par Israel Aerospace Industries (IAI). Le missile a une portée de 400 kilomètres et un CEP de 10 mètres lors de l'utilisation combinant GPS et TV pour le guidage terminal,.
Le 11 juin 2018, l'Azerbaïdjan a révélé qu'il avait acheté le système LORA à Israël à une date non divulguée à la suite de la visite du président Ilham Aliyev dans une unité de missiles des forces terrestres azerbaïdjanaises abritant à la fois le LORA et le Polonez,. LORA a été utilisé dans les derniers jours de la guerre du Haut-Karabakh de 2020, étant utilisé pour cibler un pont vital dans le corridor de Lachin reliant l'Arménie à la région du Haut-Karabakh. On pensait initialement qu'il avait détruit le pont, mais des preuves ultérieures ont suggéré qu'il n'avait infligé que des dommages limités.
Lors d'Aero India en juin 2023, l'indien Bharat Electronics a signé un protocole d'accord avec IAI pour produire le LORA en Inde sous licence,.

## Systèmes comparables
- Predator HAwk
- Hadès
- Oka
- Totchka
- MGM-140 ATACMS
- Iskander

## Sources et références
1. ↑  Trevithick, « Israel Just Launched A Containerized Ballistic Missile From The Deck Of A Ship », thedrive.com, 21 juin 2017 (consulté le 6 décembre 2017)
2. ↑  (en) Joseph Trevithick, « Israel Just Launched A Containerized Ballistic Missile From The Deck Of A Ship », sur The Drive, 21 juin 2017 (consulté le 18 juillet 2023)
3. ↑  « Azerbaijan Shows off Polonez, LORA Missiles From Belarus, Israel », The Jamestown Foundation, 14 juin 2018 (consulté le 29 septembre 2020)
4. ↑  « LORA », Center for Strategic and International Studies, 18 juin 2018 (consulté le 29 septembre 2020)
5. ↑  (en-US) « Azerbaijan uses Israeli LORA missile in conflict with Armenia - WATCH », sur The Jerusalem Post | JPost.com (consulté le 18 juillet 2023)
6. ↑  (en-US) « LORA », Missile Threat (consulté le 30 mai 2022)
7. ↑  https://www.janes.com/defence-news/news-detail/aero-india-2023-iai-bel-to-jointly-produce-lora-missiles-in-india
8. ↑  https://www.outlookindia.com/business/bharat-electronics-ltd-to-manufacture-israel-s-lora-ballistic-missile-for-indian-tri-services-news-262609